# 富基漁港

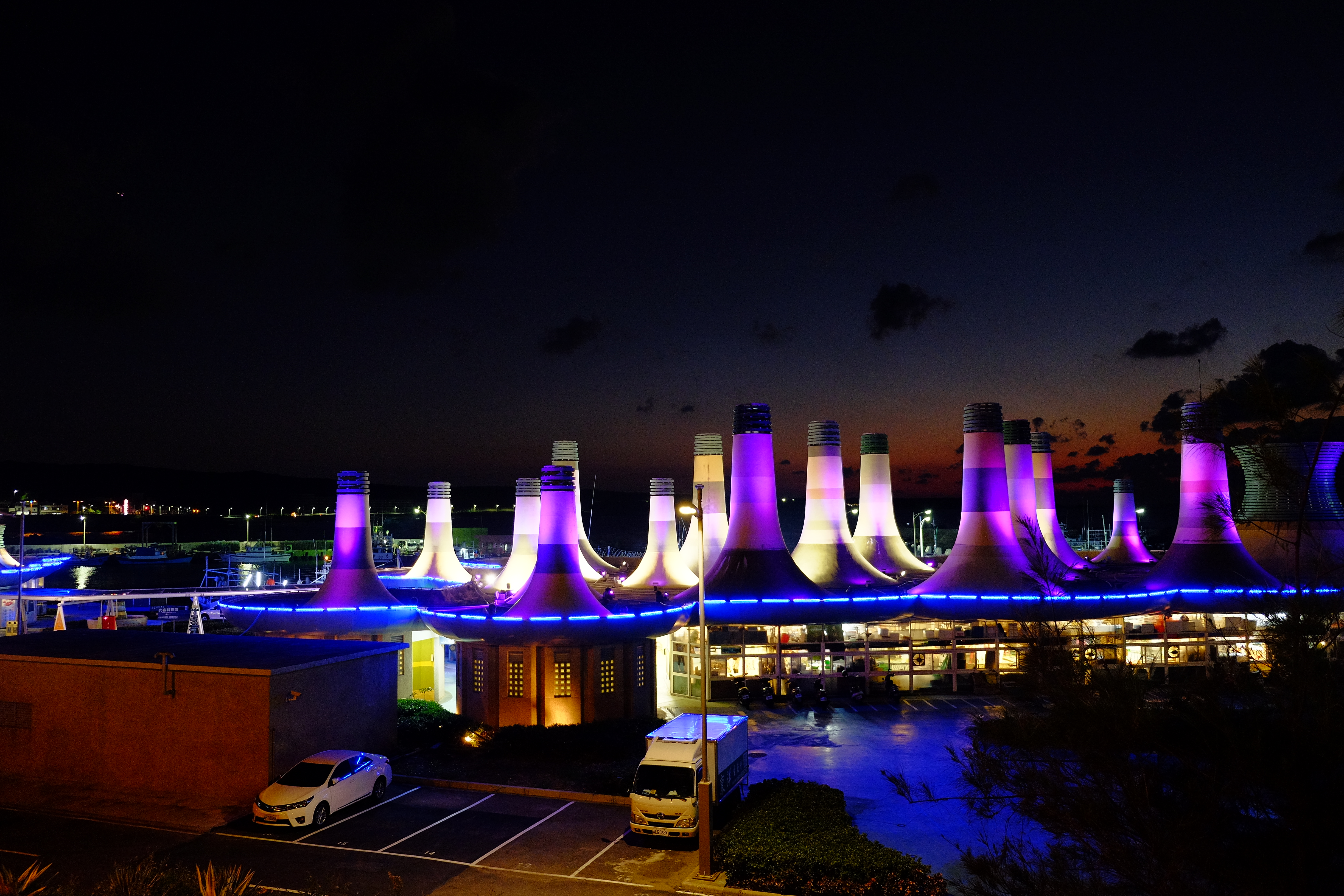
富基漁港魚產品銷售中心

25°17′30″N 121°32′01″E / 25.29154°N 121.53354°E
富基漁港(Fuji fishing port)原本只是一處北海岸小漁港，後來因為盛產蟹類海鮮，才逐漸打開知名度，再加上距離台北的車程不遠，許多民眾利用假日前往購買，於是變成一個熱鬧的漁獲集散地。漁港等級為第二類漁港。

## 地理位置
富基漁港位於新北市石門區最北端富貴角之南岸的附近，位於北海岸公路上，遙對白沙灣，為一良好灣澳地形，海面寬闊，地勢隱蔽，沿岸多係硓𥑮石層，具優良建港條件。安檢機構為「富基漁港安檢所」。 修建為屋頂50頂鋼構"墨西哥帽"造型的「富基漁港魚產品銷售中心」於2013年5月25日起營運。

## 漁產
富基漁港以從事近海漁業為主，不同於其他漁港之處在於它是以『捕蟹』聞名，光是花蟹（鏽斑蟳）富基漁港每年產量就有300多公噸，紅星梭子蟹(三點蟹/三點市仔)、石蟳（紅石蟳/Charybdis acuta、青石蟹/Thalamita sima）也是聞名全國（初秋最肥）。此外諸如章魚、龍蝦、大蚌等新鮮漁獲的產量也相當豐富。

## 漁港建築設計
2000年擬定的『2008年觀光客倍增計畫地景系列』增加幾個重要景點的國際競圖，其中北部為『北部海岸套裝路線』，選擇兩個漁港進行國際競圖，一為本漁港、另一個為八斗子漁港。
國際競圖在2003由西班牙巴塞隆納维森特·古阿拉特(Vicente Guallart)建築師事務所及台灣仲觀聯合建築師事務所贏得首獎，但拖至2009才動工，2011年4月完工。

## 港區情況

### 漁港施設
- 港口泊地面積：
- 碼頭長度：
- 港域水深：

### 其他施設
- 富基漁港魚產品銷售中心
- 海鮮熱食區
- 海濱景觀公園

## 漁港潮位
| 單位 | 最高潮位 | 大潮平均高潮位 | 平均潮位 | 大潮平均低潮位 | 最低潮位 |
| ---- | -------- | -------------- | -------- | -------------- | -------- |
| 公尺 |          |                |          |                |          |